# Золотухино (Курчатовский район)
Золотухино — хутор в Курчатовском районе Курской области. Входит в Макаровский сельсовет.

## География
Хутор находится на реке Ломна (приток Сейма), в 31 км западнее Курска, в 9 км к северо-востоку от районного центра — города Курчатов, в 16 км от центра сельсовета — Макаровка.
Климат
Золотухино, как и весь район, расположено в поясе умеренно континентального климата с тёплым летом и относительно тёплой зимой (Dfb в классификации Кёппена).

## Население
| 2002 | 2010 |
| ---- | ---- |
| 11   | ↘7   |

## Инфраструктура
Личное подсобное хозяйство. СНТ Строитель. В хуторе 11 домов.

## Транспорт
Золотухино находится в 21,5 км от федеральной автодороги М2 «Крым», в 4 км от автодороги регионального значения 38К-017 (Курск — Льгов — Рыльск — граница с Украиной), в 3,5 км от автодороги межмуниципального значения 38Н-575 (река Сейм — Мосолово — Нижнее Сосково), на автодороге 38Н-576 (38Н-575 — Золотухино), в 5,5 км от ближайшего ж/д остановочного пункта 433 км (линия Льгов I — Курск).